# Barylambda
Barylambda és un gènere extint de mamífer pantodont del Paleocè mitjà-superior, conegut a partir de diverses troballes a Nord-amèrica. Com altres pantodonts, Barylambda era un plantígrad robust amb cinc dits a cada pota. Actualment se'n reconeixen tres espècies. Barylambda s'extingí a finals del Paleocè amb l'arribada de Coryphodon, un gènere de pantodonts més grans i avançats.